# Pseudophilautus dimbullae
Pseudophilautus dimbullae é uma espécie de anfíbio da família Rhacophoridae. Foi endémica da Sri Lanka.